# Spaccacuore
Spaccacuore è un brano musicale del cantante italiano Samuele Bersani. È il terzo singolo estratto dall'album Freak del 1994.

## Il brano
La musica è composta da Samuele Bersani e Giuseppe d'Onghia; il testo è scritto da Samuele Bersani e Lucio Dalla.
La canzone nel 2000 è poi inserita nella colonna sonora del film Chiedimi se sono felice di Aldo, Giovanni e Giacomo.

## Tracce
Download digitale
1. Spaccacuore

## Cover
Nel 2006 la cantante italiana Laura Pausini realizza una reinterpretazione di Spaccacuore, riarrangiata da Lucio Dalla.

### Il brano
È il 2º singolo estratto il 19 gennaio 2007 dall'album Io canto del 2006.
La canzone viene tradotta in lingua spagnola da Laura Pausini e Ortiz con il titolo Dispárame, dispara, inserita nell'album Yo canto ed estratta come 2º singolo in Spagna e in America Latina. In Messico è invece il 1º singolo che anticipa l'uscita dell'album Yo canto trasmesso in radio dal 16 ottobre 2006.
I 2 brani vengono trasmessi in radio; vengono realizzati i due videoclip. La versione italiana raggiunge la top 5 radiofonica del paese della cantante.

### Il video
Il videoclip (in lingua italiana e in lingua spagnola) è stato diretto dal regista Gaetano Morbioli e girato su una piscina ricostruita di circa 60 m² in un teatro di posa, nel quale sono state proiettate diverse immagini con un videoproiettore cinematografico.
La preparazione del video ha coinvolto 12 persone che hanno lavorato ininterrottamente per due giorni.

### Tracce
CDS - Promo 16197 Warner Music Italia
1. Spaccacuore

CDS - Promo 16231 Warner Music Italia
1. Spaccacuore

CDS - Promo 509857312128 Warner Music Messico
1. Dispárame, dispara

CDS - Promo 1901 Warner Music Spagna-Latina
1. Dispárame, dispara

Download digitale
1. Spaccacuore
2. Dispárame, dispara

### Crediti
- Laura Pausini: voce
- Daniel Vuletic: chitarra elettrica, chitarra acustica, tastiera, pianoforte
- John Beasley: tastiere, pianoforte
- Michael Landau: chitarra elettrica, chitarra acustica
- Samuele Dessi: chitarra elettrica, chitarra acustica
- Paul Bushnell: basso elettrico
- Vinnie Colaiuta: batteria
- Raphael Padilla: percussioni

### Pubblicazioni
Spaccacuore viene inserita in versione Live negli album Laura Live World Tour 09 e Laura Live Gira Mundial 09 del 2009 (Medley Rock video).
Dispárame, dispara viene inserita in una versione rimasterizzata nell'album 20 - Grandes Exitos del 2013 e in versione Live nell'album San Siro 2007 del 2007 (audio e video).
Dispárame, dispara viene inserita nella compilation Grandes canciones de telenovela del 2014.

### Nomination
Nel 2007 Dispárame, dispara riceve una nomination ai Premios Juventud nella categoria Miglior video femminile e due nomination ai Premios Orgullosamente Latino nelle categorie Canzone latina dell'anno e Video latino dell'anno.

### Colonna sonora
Nel 2006 Dispárame, dispara viene utilizzato come colonna sonora della telenovela messicana Amar sin limites.